# Lámud
Lámud è un comune del Perù, situato nella Regione di Amazonas e capoluogo della Provincia di Luya.